# Avellaneda (Ávila)
Avellaneda é um município da Espanha na província de Ávila, comunidade autónoma de Castela e Leão, de área 12,78 km² com população de 28 habitantes (2007) e densidade populacional de 2,19 hab./km².

## Demografia
| Variação demográfica do município entre 1991 e 2004 | Variação demográfica do município entre 1991 e 2004 | Variação demográfica do município entre 1991 e 2004 | Variação demográfica do município entre 1991 e 2004 |
| --------------------------------------------------- | --------------------------------------------------- | --------------------------------------------------- | --------------------------------------------------- |
| 1991                                                | 1996                                                | 2001                                                | 2004                                                |
| 58                                                  | 43                                                  | 35                                                  | 40                                                  |